# Penaltyseries wereldkampioenschap voetbal
Nadat voorheen bij een gelijkspel het opgooien van een muntstuk de beslissing bracht, heeft de FIFA vanaf het wereldkampioenschap 1978 in Argentinië het nemen van strafschoppen geïntroduceerd. In 1982 bij het wereldkampioenschap in Spanje kwam het op deze wijze voor het eerst tot een beslissing in de halve finale tussen West-Duitsland en Frankrijk. Sedertdien is er geen WK meer voorbijgegaan zonder penaltyreeks. Tot en met de WK-finale Argentinië - Frankrijk op 18 december 2022 zijn er 35 wedstrijden beslist via strafschoppen. 31 verschillende landen hebben hier aan meegedaan.
Argentinië heeft een recordaantal van 7 keer deelgenomen aan een penaltyreeks (6 maal gewonnen), gevolgd door Brazilië, Frankrijk en Spanje met ieder 5 deelnames waarvan respectievelijk 3, 2 en 1 maal gewonnen. Van de vier landen met 4 deelnames hebben (West-)Duitsland en Kroatië alle series gewonnen en Italië, Engeland en Nederland slechts 1.
De Kroaat Luka Modrić en de Argentijn Lionel Messi zijn de enige spelers die 3 keer gescoord hebben in een penaltyreeks op het WK.
Voor de kansen op succes maakt het niet uit wie er begint. 17 keer won het land dat begon en 18 keer won het land dat als tweede mocht aanleggen.    
Vier doelmannen delen het record van vier gestopte strafschoppen in penaltyseries, Toni Schumacher, Duitsland, verdeeld over 1982 en 1986, Sergio Goycochea, Argentinië, in 1990, Danijel Subasic, Kroatië, in 2018 en Dominik Livaković, Kroatië, in 2022. Zij hadden hier allen twee penaltyseries voor nodig. Pogingen die naast, over, op de paal, lat of op de kruising belanden tellen hierbij niet mee. 
Het is slechts twee keer voorgekomen dat er meer dan 10 strafschoppen benodigd waren. Zowel de allereerste keer op 9 juli 1982 in de halve finale West-Duitsland - Frankrijk als in de kwartfinale Roemenië-Zweden op 10 juli 1994 waren er 12 strafschoppen nodig om een winnaar aan te wijzen.  
Hoewel een penaltyserie in theorie na 6 strafschoppen gespeeld kan zijn is dit nog nooit gebeurd bij een wereldkampioenschap. Het minimumaantal tijdens dit toernooi is zeven. Dit is drie keer voorgekomen. In 1986 bij West-Duitsland - Mexico, in 2006 bij Zwitserland - Oekraïne en in 2022 bij Marokko - Spanje.
Verder bestond de serie 12 keer uit 10 strafschoppen, 11 keer uit 9 en 7 keer uit 8 strafschoppen.   
Het is twee keer voorgekomen dat een land er niet in slaagde ook maar een van de genomen strafschoppen in een doelpunt om te zetten. Dit overkwam de Zwitsers tegen Oekraïne in de achtste finale op 26 juni 2006 en de Spanjaarden tegen Marokko in de achtste finale op 16 december 2022. Beiden namen drie strafschoppen, zagen er twee gestopt worden en schoten er 1 naast.  

## WK voetbal 1982, Spanje

### Halve finales

#### West-Duitsland - Frankrijk
|                                                 |                                                        |                  |                                             | |
| 8 juli 1982 «onderlinge duels» 21:00 uur (MEZT) | West-Duitsland                                         | 3 – 3 (n.v.)     | Frankrijk                                   | Estadio Ramón Sánchez Pizjuán, Sevilla Toeschouwers: 63.000 Scheidsrechter: Charles Corver ( Nederland) |
| 8 juli 1982 «onderlinge duels» 21:00 uur (MEZT) | Littbarski 17' Rummenigge 102' Fischer 108'            | wedstrijdverslag | 26' (p.) Platini 92' Trésor 98' Giresse     | Estadio Ramón Sánchez Pizjuán, Sevilla Toeschouwers: 63.000 Scheidsrechter: Charles Corver ( Nederland) |
| 8 juli 1982 «onderlinge duels» 21:00 uur (MEZT) | Strafschoppen                                          |                  |                                             | Estadio Ramón Sánchez Pizjuán, Sevilla Toeschouwers: 63.000 Scheidsrechter: Charles Corver ( Nederland) |
| 8 juli 1982 «onderlinge duels» 21:00 uur (MEZT) | Kaltz Breitner Stielike Littbarski Rummenigge Hrubesch | 5 – 4            | Giresse Amoros Rocheteau Six Platini Bossis | Estadio Ramón Sánchez Pizjuán, Sevilla Toeschouwers: 63.000 Scheidsrechter: Charles Corver ( Nederland) |

## WK voetbal 1986, Mexico

### Kwartfinales

#### Brazilië - Frankrijk
|                                           |                                         |                  |                                          |                                                                                         |
| 21 juni 1986 «onderlinge duels» 12:00 CST | Brazilië                                | 1 – 1 (nv)       | Frankrijk                                | Estadio Jalisco, Guadalajara Toeschouwers: 65.000 Scheidsrechter: Ioan Igna ( Roemenië) |
| 21 juni 1986 «onderlinge duels» 12:00 CST | Careca 17'                              | Wedstrijdverslag | Platini 40'                              | Estadio Jalisco, Guadalajara Toeschouwers: 65.000 Scheidsrechter: Ioan Igna ( Roemenië) |
| 21 juni 1986 «onderlinge duels» 12:00 CST | Strafschoppen                           |                  |                                          | Estadio Jalisco, Guadalajara Toeschouwers: 65.000 Scheidsrechter: Ioan Igna ( Roemenië) |
| 21 juni 1986 «onderlinge duels» 12:00 CST | Sócrates Alemão Zico Branco Júlio César | 3 – 4            | Stopyra Amoros Bellone Platini Fernández | Estadio Jalisco, Guadalajara Toeschouwers: 65.000 Scheidsrechter: Ioan Igna ( Roemenië) |

#### West- Duitsland - Mexico
|                                           |                                   |            |                         |                                                                                              |
| 21 juni 1986 «onderlinge duels» 16:00 CST | West-Duitsland                    | 0 – 0 (nv) | Mexico                  | Estadio Universitario, Monterrey Toeschouwers: 41.700 Scheidsrechter: Jesús Díaz ( Colombia) |
| 21 juni 1986 «onderlinge duels» 16:00 CST | Wedstrijdverslag                  |            |                         | Estadio Universitario, Monterrey Toeschouwers: 41.700 Scheidsrechter: Jesús Díaz ( Colombia) |
| 21 juni 1986 «onderlinge duels» 16:00 CST | Strafschoppen                     |            |                         | Estadio Universitario, Monterrey Toeschouwers: 41.700 Scheidsrechter: Jesús Díaz ( Colombia) |
| 21 juni 1986 «onderlinge duels» 16:00 CST | Allofs Brehme Matthäus Littbarski | 4 – 1      | Negrete Quirarte Servín | Estadio Universitario, Monterrey Toeschouwers: 41.700 Scheidsrechter: Jesús Díaz ( Colombia) |

#### Spanje - België
|                                           |                                     |                  |                                              | |
| 22 juni 1986 «onderlinge duels» 16:00 CST | Spanje                              | 1 – 1 (nv)       | België                                       | Estadio Cuauhtémoc, Puebla Toeschouwers: 45.000 Scheidsrechter: Siegfried Kirschen ( Duitse Democratische Republiek) |
| 22 juni 1986 «onderlinge duels» 16:00 CST | Señor 85'                           | Wedstrijdverslag | Ceulemans 35'                                | Estadio Cuauhtémoc, Puebla Toeschouwers: 45.000 Scheidsrechter: Siegfried Kirschen ( Duitse Democratische Republiek) |
| 22 juni 1986 «onderlinge duels» 16:00 CST | Strafschoppen                       |                  |                                              | Estadio Cuauhtémoc, Puebla Toeschouwers: 45.000 Scheidsrechter: Siegfried Kirschen ( Duitse Democratische Republiek) |
| 22 juni 1986 «onderlinge duels» 16:00 CST | Señor Eloy Chendo Butragueño Víctor | 4 – 5            | Claesen Scifo Broos Vervoort L. Van Der Elst | Estadio Cuauhtémoc, Puebla Toeschouwers: 45.000 Scheidsrechter: Siegfried Kirschen ( Duitse Democratische Republiek) |

## WK voetbal 1990, Italië

### Achtste finales

#### Ierland - Roemenië
|                                               |                                            |       |                                   |                                                                                                  |
| 25 juni 1990 «onderlinge duels» 17:00 (UTC+2) | Ierland                                    | 0 – 0 | Roemenië                          | Stadio Luigi Ferraris, Genua Toeschouwers: 31.818 Scheidsrechter: José Roberto Wright (Brazilië) |
| 25 juni 1990 «onderlinge duels» 17:00 (UTC+2) | Wedstrijdverslag                           |       |                                   | Stadio Luigi Ferraris, Genua Toeschouwers: 31.818 Scheidsrechter: José Roberto Wright (Brazilië) |
| 25 juni 1990 «onderlinge duels» 17:00 (UTC+2) | Strafschoppen                              |       |                                   | Stadio Luigi Ferraris, Genua Toeschouwers: 31.818 Scheidsrechter: José Roberto Wright (Brazilië) |
| 25 juni 1990 «onderlinge duels» 17:00 (UTC+2) | Sheedy Houghton Townsend Cascarino O'Leary | 5 – 4 | Hagi Lupu Rotariu Lupescu Timofte | Stadio Luigi Ferraris, Genua Toeschouwers: 31.818 Scheidsrechter: José Roberto Wright (Brazilië) |

### Kwartfinales

#### Argentinië - Joegoslavië
|                                               |                                                |       |                                                   | |
| 30 juni 1990 «onderlinge duels» 17:00 (UTC+2) | Argentinië                                     | 0 – 0 | Joegoslavië                                       | Stadio Artemio Franchi, Florence Toeschouwers: 38.971 Scheidsrechter: Kurt Röthlisberger ( Zwitserland) |
| 30 juni 1990 «onderlinge duels» 17:00 (UTC+2) | Wedstrijdverslag                               |       |                                                   | Stadio Artemio Franchi, Florence Toeschouwers: 38.971 Scheidsrechter: Kurt Röthlisberger ( Zwitserland) |
| 30 juni 1990 «onderlinge duels» 17:00 (UTC+2) | Strafschoppen                                  |       |                                                   | Stadio Artemio Franchi, Florence Toeschouwers: 38.971 Scheidsrechter: Kurt Röthlisberger ( Zwitserland) |
| 30 juni 1990 «onderlinge duels» 17:00 (UTC+2) | Serrizuela Burruchaga Maradona Troglio Dezotti | 3 – 2 | Stojković Prosinečki Savićević Brnović Hadžibegić | Stadio Artemio Franchi, Florence Toeschouwers: 38.971 Scheidsrechter: Kurt Röthlisberger ( Zwitserland) |

### Halve finales

#### Italië - Argentinië
|                                              |                                           |                  |                                              |                                                                                           |
| 3 juli 1990 «onderlinge duels» 20:00 (UTC+2) | Italië                                    | 1 – 1            | Argentinië                                   | Stadio San Paolo, Napels Toeschouwers: 59.978 Scheidsrechter: Michel Vautrot ( Frankrijk) |
| 3 juli 1990 «onderlinge duels» 20:00 (UTC+2) | Schillaci 17'                             | Wedstrijdverslag | 67' Caniggia                                 | Stadio San Paolo, Napels Toeschouwers: 59.978 Scheidsrechter: Michel Vautrot ( Frankrijk) |
| 3 juli 1990 «onderlinge duels» 20:00 (UTC+2) | Strafschoppen                             |                  |                                              | Stadio San Paolo, Napels Toeschouwers: 59.978 Scheidsrechter: Michel Vautrot ( Frankrijk) |
| 3 juli 1990 «onderlinge duels» 20:00 (UTC+2) | Baresi Baggio De Agostini Donadoni Serena | 3 – 4            | Serrizuela Burruchaga Olarticoechea Maradona | Stadio San Paolo, Napels Toeschouwers: 59.978 Scheidsrechter: Michel Vautrot ( Frankrijk) |

#### West-Duitsland - Engeland
|                                              |                             |                  |                                       |                                                                                                |
| 4 juli 1990 «onderlinge duels» 20:00 (UTC+2) | West-Duitsland              | 1 – 1            | Engeland                              | Stadio delle Alpi, Turijn Toeschouwers: 62.628 Scheidsrechter: José Roberto Wright ( Brazilië) |
| 4 juli 1990 «onderlinge duels» 20:00 (UTC+2) | Brehme 60'                  | Wedstrijdverslag | 80' Lineker                           | Stadio delle Alpi, Turijn Toeschouwers: 62.628 Scheidsrechter: José Roberto Wright ( Brazilië) |
| 4 juli 1990 «onderlinge duels» 20:00 (UTC+2) | Strafschoppen               |                  |                                       | Stadio delle Alpi, Turijn Toeschouwers: 62.628 Scheidsrechter: José Roberto Wright ( Brazilië) |
| 4 juli 1990 «onderlinge duels» 20:00 (UTC+2) | Brehme Matthäus Riedle Thon | 4 – 3            | Lineker Beardsley Platt Pearce Waddle | Stadio delle Alpi, Turijn Toeschouwers: 62.628 Scheidsrechter: José Roberto Wright ( Brazilië) |

## WK voetbal 1994, Verenigde Staten

### Achtste finales

#### Mexico - Bulgarije
|                                      |                                     |                  |                                      |                                                                                                |
| 5 juli 1994 «onderlinge duels» 16:35 | Mexico                              | 1 – 1 (nv)       | Bulgarije                            | Giants Stadium, East Rutherford Toeschouwers: 71.030 Scheidsrechter: Jamal Al Sharif ( Syri ë) |
| 5 juli 1994 «onderlinge duels» 16:35 | García Aspe 18' (pen.)              | wedstrijdverslag | 6' Stoitsjkov                        | Giants Stadium, East Rutherford Toeschouwers: 71.030 Scheidsrechter: Jamal Al Sharif ( Syri ë) |
| 5 juli 1994 «onderlinge duels» 16:35 | Strafschoppen                       |                  |                                      | Giants Stadium, East Rutherford Toeschouwers: 71.030 Scheidsrechter: Jamal Al Sharif ( Syri ë) |
| 5 juli 1994 «onderlinge duels» 16:35 | García Aspe Bernal Rodríguez Suárez | 1 – 3            | Balakov Guentchev Borimirov Letchkov | Giants Stadium, East Rutherford Toeschouwers: 71.030 Scheidsrechter: Jamal Al Sharif ( Syri ë) |

### Kwartfinales

#### Roemenië - Zweden
|                                           |                                                       |                  |                                                      |                                                                                        |
| 10 juli 1994 «onderlinge duels» 12:35 PST | Roemenië                                              | 2 – 2 (n.v.)     | Zweden                                               | Stanford Stadium, Stanford Toeschouwers: 83.500 Scheidsrechter: Philip Don ( Engeland) |
| 10 juli 1994 «onderlinge duels» 12:35 PST | Rǎducioiu 88', 101'                                   | wedstrijdverslag | 78' Brolin 115' K. Andersson                         | Stanford Stadium, Stanford Toeschouwers: 83.500 Scheidsrechter: Philip Don ( Engeland) |
| 10 juli 1994 «onderlinge duels» 12:35 PST | Strafschoppen                                         |                  |                                                      | Stanford Stadium, Stanford Toeschouwers: 83.500 Scheidsrechter: Philip Don ( Engeland) |
| 10 juli 1994 «onderlinge duels» 12:35 PST | Răducioiu Hagi Lupescu Petrescu Dumitrescu Belodedici | 4 – 5            | Mild K. Andersson Brolin Ingesson R. Nilsson Larsson | Stanford Stadium, Stanford Toeschouwers: 83.500 Scheidsrechter: Philip Don ( Engeland) |

### Finale

#### Brazilië - Italië
|                                           |                                    |            |                                          |                                                                                   |
| 17 juli 1994 «onderlinge duels» 12:35 PST | Brazilië                           | 0 – 0 (nv) | Italië                                   | Rose Bowl, Pasadena Toeschouwers: 94.194 Scheidsrechter: Sándor Puhl ( Hongarije) |
| 17 juli 1994 «onderlinge duels» 12:35 PST | wedstrijdverslag                   |            |                                          | Rose Bowl, Pasadena Toeschouwers: 94.194 Scheidsrechter: Sándor Puhl ( Hongarije) |
| 17 juli 1994 «onderlinge duels» 12:35 PST | Strafschoppen                      |            |                                          | Rose Bowl, Pasadena Toeschouwers: 94.194 Scheidsrechter: Sándor Puhl ( Hongarije) |
| 17 juli 1994 «onderlinge duels» 12:35 PST | Márcio Santos Romário Branco Dunga | 3 – 2      | Baresi Albertini Evani Massaro R. Baggio | Rose Bowl, Pasadena Toeschouwers: 94.194 Scheidsrechter: Sándor Puhl ( Hongarije) |

## WK voetbal 1998, Frankrijk

### Achtste finale

#### Argentinië - Engeland
|                                              |                                   |                  |                                | |
| 30 juni 1998 «onderlinge duels» 21:00 (MEZT) | Argentinië                        | 2 – 2 (nv)       | Engeland                       | Stade Geoffroy-Guichard, Saint-Étienne Toeschouwers: 30.600 Scheidsrechter: Kim Milton Nielsen ( Denemarken) |
| 30 juni 1998 «onderlinge duels» 21:00 (MEZT) | Batistuta 6' (pen.) Zanetti 45+1' | Wedstrijdverslag | 10' (pen.) Shearer 16' Owen    | Stade Geoffroy-Guichard, Saint-Étienne Toeschouwers: 30.600 Scheidsrechter: Kim Milton Nielsen ( Denemarken) |
| 30 juni 1998 «onderlinge duels» 21:00 (MEZT) | Strafschoppen                     |                  |                                | Stade Geoffroy-Guichard, Saint-Étienne Toeschouwers: 30.600 Scheidsrechter: Kim Milton Nielsen ( Denemarken) |
| 30 juni 1998 «onderlinge duels» 21:00 (MEZT) | Berti Crespo Verón Gallardo Ayala | 4 – 3            | Shearer Ince Merson Owen Batty | Stade Geoffroy-Guichard, Saint-Étienne Toeschouwers: 30.600 Scheidsrechter: Kim Milton Nielsen ( Denemarken) |

#### Frankrijk - Italië
|                                             |                                       |            |                                                |                                                                                            |
| 3 juli 1998 «onderlinge duels» 16:30 (MEZT) | Frankrijk                             | 0 – 0 (nv) | Italië                                         | Stade de France, Saint-Denis Toeschouwers: 77.000 Scheidsrechter: Hugh Dallas ( Schotland) |
| 3 juli 1998 «onderlinge duels» 16:30 (MEZT) | Wedstrijdverslag                      |            |                                                | Stade de France, Saint-Denis Toeschouwers: 77.000 Scheidsrechter: Hugh Dallas ( Schotland) |
| 3 juli 1998 «onderlinge duels» 16:30 (MEZT) | Strafschoppen                         |            |                                                | Stade de France, Saint-Denis Toeschouwers: 77.000 Scheidsrechter: Hugh Dallas ( Schotland) |
| 3 juli 1998 «onderlinge duels» 16:30 (MEZT) | Zidane Lizarazu Trezeguet Henry Blanc | 4 – 3      | R. Baggio Albertini Costacurta Vieri Di Biagio | Stade de France, Saint-Denis Toeschouwers: 77.000 Scheidsrechter: Hugh Dallas ( Schotland) |

### Halve finales

#### Brazilië - Nederland
|                                             |                               |                  |                                     | |
| 7 juli 1998 «onderlinge duels» 21:00 (MEZT) | Brazilië                      | 1 – 1 (nv)       | Nederland                           | Stade Vélodrome, Marseille Toeschouwers: 54.000 Scheidsrechter: Ali Bujsaim ( Verenigde Arabische Emiraten) |
| 7 juli 1998 «onderlinge duels» 21:00 (MEZT) | Ronaldo 46'                   | Wedstrijdverslag | 87' Kluivert                        | Stade Vélodrome, Marseille Toeschouwers: 54.000 Scheidsrechter: Ali Bujsaim ( Verenigde Arabische Emiraten) |
| 7 juli 1998 «onderlinge duels» 21:00 (MEZT) | Strafschoppen                 |                  |                                     | Stade Vélodrome, Marseille Toeschouwers: 54.000 Scheidsrechter: Ali Bujsaim ( Verenigde Arabische Emiraten) |
| 7 juli 1998 «onderlinge duels» 21:00 (MEZT) | Ronaldo Rivaldo Emerson Dunga | 4 – 2            | F. de Boer Bergkamp Cocu R. de Boer | Stade Vélodrome, Marseille Toeschouwers: 54.000 Scheidsrechter: Ali Bujsaim ( Verenigde Arabische Emiraten) |

## WK voetbal 2002, Japan & Zuid-Korea

### Achtste finale

#### Spanje - Ierland
|                                               |              |            |                  |                                                                                            |
| 16 juni 2002 «onderlinge duels» 20:30 (UTC+9) | Spanje       | 1 – 1 (nv) | Ierland          | Suwon World Cup Stadion, Suwon Toeschouwers: 38.926 Scheidsrechter: Anders Frisk ( Zweden) |
| 16 juni 2002 «onderlinge duels» 20:30 (UTC+9) | Morientes 8' |            | 90' (pen.) Keane | Suwon World Cup Stadion, Suwon Toeschouwers: 38.926 Scheidsrechter: Anders Frisk ( Zweden) |

|                                         |       | strafschoppen                         |  |
| Hierro Baraja Juanfran Valerón Mendieta | 3 – 2 | Keane Holland Connolly Kilbane Finnan |  |

### Kwartfinale

#### Spanje - Zuid-Korea
|                                               |        |            |            | |
| 22 juni 2002 «onderlinge duels» 15:30 (UTC+9) | Spanje | 0 – 0 (nv) | Zuid-Korea | Gwangju World Cup Stadium, Gwangju Toeschouwers: 42.114 Scheidsrechter: Gamal Al-Ghadour ( Egypte) |
| 22 juni 2002 «onderlinge duels» 15:30 (UTC+9) |        |            |            | Gwangju World Cup Stadium, Gwangju Toeschouwers: 42.114 Scheidsrechter: Gamal Al-Ghadour ( Egypte) |

|                            |       | strafschoppen                                                         |  |
| Hierro Baraja Xavi Joaquín | 3 – 5 | Hwang Sun-hong Park Ji-sung Seol Ki-hyeon Ahn Jung-hwan Hong Myung-bo |  |

## WK voetbal 2006, Duitsland

### Achtste finales

#### Oekraïne - Zwitserland
|                                               |                           |              |                                     |                                                                                   |
| 26 juni 2006 «onderlinge duels» 21:00 (UTC+2) | Zwitserland               | 0 – 0 (n.v.) | Oekraïne                            | RheinEnergieStadion, Keulen Toeschouwers: 45.000 Scheidsrechter: Benito Archundia |
| 26 juni 2006 «onderlinge duels» 21:00 (UTC+2) |                           |              |                                     | RheinEnergieStadion, Keulen Toeschouwers: 45.000 Scheidsrechter: Benito Archundia |
| 26 juni 2006 «onderlinge duels» 21:00 (UTC+2) | Strafschoppen             |              |                                     | RheinEnergieStadion, Keulen Toeschouwers: 45.000 Scheidsrechter: Benito Archundia |
| 26 juni 2006 «onderlinge duels» 21:00 (UTC+2) | Streller Barnetta Cabanas | 0–3          | Sjevtsjenko Milevsky Rebrov Goesjev | RheinEnergieStadion, Keulen Toeschouwers: 45.000 Scheidsrechter: Benito Archundia |

### Kwartfinales

#### Duitsland - Argentinië
|                                               |                                    |              |                                |                                                                           |
| 30 juni 2006 «onderlinge duels» 17:00 (UTC+2) | Duitsland                          | 1 – 1 (n.v.) | Argentinië                     | Olympiastadion, Berlijn Toeschouwers: 72.000 Scheidsrechter: Ľuboš Micheľ |
| 30 juni 2006 «onderlinge duels» 17:00 (UTC+2) | Klose 80'                          |              | 49' Ayala                      | Olympiastadion, Berlijn Toeschouwers: 72.000 Scheidsrechter: Ľuboš Micheľ |
| 30 juni 2006 «onderlinge duels» 17:00 (UTC+2) | Strafschoppen                      |              |                                | Olympiastadion, Berlijn Toeschouwers: 72.000 Scheidsrechter: Ľuboš Micheľ |
| 30 juni 2006 «onderlinge duels» 17:00 (UTC+2) | Neuville Ballack Podolski Borowski | 4–2          | Cruz Ayala Rodríguez Cambiasso | Olympiastadion, Berlijn Toeschouwers: 72.000 Scheidsrechter: Ľuboš Micheľ |

#### Engeland - Portugal
|                                              |                                      |              |                                                  |                                                                                    |
| 1 juli 2006 «onderlinge duels» 17:00 (UTC+2) | Engeland                             | 0 – 0 (n.v.) | Portugal                                         | Veltins-Arena, Gelsenkirchen Toeschouwers: 52.000 Scheidsrechter: Horacio Elizondo |
| 1 juli 2006 «onderlinge duels» 17:00 (UTC+2) |                                      |              |                                                  | Veltins-Arena, Gelsenkirchen Toeschouwers: 52.000 Scheidsrechter: Horacio Elizondo |
| 1 juli 2006 «onderlinge duels» 17:00 (UTC+2) | Strafschoppen                        |              |                                                  | Veltins-Arena, Gelsenkirchen Toeschouwers: 52.000 Scheidsrechter: Horacio Elizondo |
| 1 juli 2006 «onderlinge duels» 17:00 (UTC+2) | Lampard Hargreaves Gerrard Carragher | 1–3          | Simão Hugo Viana Petit Postiga Cristiano Ronaldo | Veltins-Arena, Gelsenkirchen Toeschouwers: 52.000 Scheidsrechter: Horacio Elizondo |

### Finale

#### Frankrijk – Italië
|                                              |                                           |              |                                 |                                                                               |
| 9 juli 2006 «onderlinge duels» 20:00 (UTC+2) | Italië                                    | 1 – 1 (n.v.) | Frankrijk                       | Olympiastadion, Berlijn Toeschouwers: 69.000 Scheidsrechter: Horacio Elizondo |
| 9 juli 2006 «onderlinge duels» 20:00 (UTC+2) | Materazzi 19'                             |              | 7' (pen.) Zidane                | Olympiastadion, Berlijn Toeschouwers: 69.000 Scheidsrechter: Horacio Elizondo |
| 9 juli 2006 «onderlinge duels» 20:00 (UTC+2) | Strafschoppen                             |              |                                 | Olympiastadion, Berlijn Toeschouwers: 69.000 Scheidsrechter: Horacio Elizondo |
| 9 juli 2006 «onderlinge duels» 20:00 (UTC+2) | Pirlo Materazzi De Rossi Del Piero Grosso | 5–3          | Wiltord Trezeguet Abidal Sagnol | Olympiastadion, Berlijn Toeschouwers: 69.000 Scheidsrechter: Horacio Elizondo |

## WK voetbal 2010, Zuid-Afrika

### Achtste finales

#### Japan - Paraguay
|                                       |          |            |       | |
| 29 juni 2010 «onderlinge duels» 16:00 | Paraguay | 0 – 0 (nv) | Japan | Loftus Versfeld Stadion, Pretoria Toeschouwers: 36.742 Scheidsrechter: Frank De Bleeckere ( België) |
| 29 juni 2010 «onderlinge duels» 16:00 | [ 1 ]    |            |       | Loftus Versfeld Stadion, Pretoria Toeschouwers: 36.742 Scheidsrechter: Frank De Bleeckere ( België) |

|                                        |       | strafschoppen            |  |
| Barreto Barrios Riveros Valdez Cardozo | 5 – 3 | Endo Hasebe Komano Honda |  |

### Kwartfinales

#### Uruguay - Ghana
|                                      |                          |            |               |                                                                                                 |
| 2 juli 2010 «onderlinge duels» 20:30 | Uruguay                  | 1 – 1 (nv) | Ghana         | Soccer City, Johannesburg Toeschouwers: 84.017 Scheidsrechter: Olegário Benquerença ( Portugal) |
| 2 juli 2010 «onderlinge duels» 20:30 | Forlán 55' Suárez 120+1' | [ 2 ]      | 45+2' Muntari | Soccer City, Johannesburg Toeschouwers: 84.017 Scheidsrechter: Olegário Benquerença ( Portugal) |

|                                          |       | strafschoppen                   |  |
| Forlán Victorino Scotti M. Pereira Abreu | 4 – 2 | Gyan Appiah Joh. Mensah Adiyiah |  |

## WK voetbal 2014, Brazilië

### Achtste finales

#### Brazilië - Chili
|                                                                      |                                  |                  |                                    |                                                                           |
| zaterdag 28 juni 2014 «onderlinge duels» 13:00 (UTC−3) 18:00 (UTC+2) | Brazilië                         | 1 – 1 (nv)       | Chili                              | Mineirão, Belo Horizonte Toeschouwers: 57.714 Scheidsrechter: Howard Webb |
| zaterdag 28 juni 2014 «onderlinge duels» 13:00 (UTC−3) 18:00 (UTC+2) | Luiz 18'                         | wedstrijdverslag | 32' Sánchez                        | Mineirão, Belo Horizonte Toeschouwers: 57.714 Scheidsrechter: Howard Webb |
| zaterdag 28 juni 2014 «onderlinge duels» 13:00 (UTC−3) 18:00 (UTC+2) | Strafschoppen                    |                  |                                    | Mineirão, Belo Horizonte Toeschouwers: 57.714 Scheidsrechter: Howard Webb |
| zaterdag 28 juni 2014 «onderlinge duels» 13:00 (UTC−3) 18:00 (UTC+2) | Luiz Willian Marcelo Hulk Neymar | 3 – 2            | Pinilla Sánchez Aránguiz Díaz Jara | Mineirão, Belo Horizonte Toeschouwers: 57.714 Scheidsrechter: Howard Webb |

#### Costa Rica - Griekenland
|                                                                    |                                     |                  |                                            |                                                                                |
| zondag 29 juni 2014 «onderlinge duels» 17:00 (UTC−3) 22:00 (UTC+2) | Costa Rica                          | 1 – 1 (nv)       | Griekenland                                | Arena Cidade da Copa, Recife Toeschouwers: 41.242 Scheidsrechter: Ben Williams |
| zondag 29 juni 2014 «onderlinge duels» 17:00 (UTC−3) 22:00 (UTC+2) | Ruiz 52' Duarte 42', 66'            | wedstrijdverslag | 90+1' Papastathopoulos                     | Arena Cidade da Copa, Recife Toeschouwers: 41.242 Scheidsrechter: Ben Williams |
| zondag 29 juni 2014 «onderlinge duels» 17:00 (UTC−3) 22:00 (UTC+2) | Strafschoppen                       |                  |                                            | Arena Cidade da Copa, Recife Toeschouwers: 41.242 Scheidsrechter: Ben Williams |
| zondag 29 juni 2014 «onderlinge duels» 17:00 (UTC−3) 22:00 (UTC+2) | Borges Ruiz González Campbell Umaña | 5 – 3            | Mitroglou Christodoulopoulos Holebas Gekas | Arena Cidade da Copa, Recife Toeschouwers: 41.242 Scheidsrechter: Ben Williams |

### Kwartfinales

#### Nederland - Costa Rica
|                                                                     |                                  |            |                                    |                                                                            |
| zaterdag 5 juli 2014 «onderlinge duels» 17:00 (UTC−3) 22:00 (UTC+2) | Nederland                        | 0 – 0 (nv) | Costa Rica                         | Bahia Arena, Salvador Toeschouwers: 51.179 Scheidsrechter: Ravshan Irmatov |
| zaterdag 5 juli 2014 «onderlinge duels» 17:00 (UTC−3) 22:00 (UTC+2) | wedstrijdverslag                 |            |                                    | Bahia Arena, Salvador Toeschouwers: 51.179 Scheidsrechter: Ravshan Irmatov |
| zaterdag 5 juli 2014 «onderlinge duels» 17:00 (UTC−3) 22:00 (UTC+2) | Strafschoppen                    |            |                                    | Bahia Arena, Salvador Toeschouwers: 51.179 Scheidsrechter: Ravshan Irmatov |
| zaterdag 5 juli 2014 «onderlinge duels» 17:00 (UTC−3) 22:00 (UTC+2) | Van Persie Robben Sneijder Kuijt | 4 – 3      | Borges Ruiz González Bolaños Umaña | Bahia Arena, Salvador Toeschouwers: 51.179 Scheidsrechter: Ravshan Irmatov |

### Halve finales

#### Nederland - Argentinië
|                                                                     |                             |            |                              |                                                                                          |
| woensdag 9 juli 2014 «onderlinge duels» 17:00 (UTC−3) 22:00 (UTC+2) | Nederland                   | 0 – 0 (nv) | Argentinië                   | Novo Estádio do Corinthians, São Paulo Toeschouwers: 63.267 Scheidsrechter: Cüneyt Çakır |
| woensdag 9 juli 2014 «onderlinge duels» 17:00 (UTC−3) 22:00 (UTC+2) | wedstrijdverslag            |            |                              | Novo Estádio do Corinthians, São Paulo Toeschouwers: 63.267 Scheidsrechter: Cüneyt Çakır |
| woensdag 9 juli 2014 «onderlinge duels» 17:00 (UTC−3) 22:00 (UTC+2) | Strafschoppen               |            |                              | Novo Estádio do Corinthians, São Paulo Toeschouwers: 63.267 Scheidsrechter: Cüneyt Çakır |
| woensdag 9 juli 2014 «onderlinge duels» 17:00 (UTC−3) 22:00 (UTC+2) | Vlaar Robben Sneijder Kuijt | 2 – 4      | Messi Garay Agüero Rodríguez | Novo Estádio do Corinthians, São Paulo Toeschouwers: 63.267 Scheidsrechter: Cüneyt Çakır |

## WK voetbal 2018, Rusland

### Achtste finales

#### Spanje - Rusland
|                                              |                                |                  |                                        |                                                                                        |
| 1 juli 2018 «onderlinge duels» 17:00 (UTC+3) | Spanje                         | 1 – 1 (n.v.)     | Rusland                                | Olympisch Stadion Loezjniki, Moskou Toeschouwers: 78.011 Scheidsrechter: Björn Kuipers |
| 1 juli 2018 «onderlinge duels» 17:00 (UTC+3) | Ignasjevitsj 12' (e.d.)        | wedstrijdverslag | 41' (pen.) Dzjoeba                     | Olympisch Stadion Loezjniki, Moskou Toeschouwers: 78.011 Scheidsrechter: Björn Kuipers |
| 1 juli 2018 «onderlinge duels» 17:00 (UTC+3) | Strafschoppen                  |                  |                                        | Olympisch Stadion Loezjniki, Moskou Toeschouwers: 78.011 Scheidsrechter: Björn Kuipers |
| 1 juli 2018 «onderlinge duels» 17:00 (UTC+3) | Iniesta Piqué Koke Ramos Aspas | 3 – 4            | Smolov Ignasjevitsj Golovin Tsjerysjev | Olympisch Stadion Loezjniki, Moskou Toeschouwers: 78.011 Scheidsrechter: Björn Kuipers |

#### Denemarken - Kroatië
|                                              |                                        |                  |                                              |                                                                                             |
| 1 juli 2018 «onderlinge duels» 21:00 (UTC+3) | Kroatië                                | 1 – 1 (n.v.)     | Denemarken                                   | Stadion Nizjni Novgorod, Nizjni Novgorod Toeschouwers: 40.851 Scheidsrechter: Néstor Pitana |
| 1 juli 2018 «onderlinge duels» 21:00 (UTC+3) | Mandžukić 4'                           | wedstrijdverslag | 1' M. Jørgensen                              | Stadion Nizjni Novgorod, Nizjni Novgorod Toeschouwers: 40.851 Scheidsrechter: Néstor Pitana |
| 1 juli 2018 «onderlinge duels» 21:00 (UTC+3) | Strafschoppen                          |                  |                                              | Stadion Nizjni Novgorod, Nizjni Novgorod Toeschouwers: 40.851 Scheidsrechter: Néstor Pitana |
| 1 juli 2018 «onderlinge duels» 21:00 (UTC+3) | Badelj Kramarić Modrić Pivarić Rakitić | 3 – 2            | Eriksen Kjær Krohn-Dehli Schöne N. Jørgensen | Stadion Nizjni Novgorod, Nizjni Novgorod Toeschouwers: 40.851 Scheidsrechter: Néstor Pitana |

#### Colombia - Engeland
|                                              |                                    |                  |                                       |                                                                           |
| 3 juli 2018 «onderlinge duels» 21:00 (UTC+3) | Colombia                           | 1 – 1 (n.v.)     | Engeland                              | Otkrytieje Arena, Moskou Toeschouwers: 44.190 Scheidsrechter: Mark Geiger |
| 3 juli 2018 «onderlinge duels» 21:00 (UTC+3) | Mina 90+3'                         | wedstrijdverslag | 57' (pen.) Kane                       | Otkrytieje Arena, Moskou Toeschouwers: 44.190 Scheidsrechter: Mark Geiger |
| 3 juli 2018 «onderlinge duels» 21:00 (UTC+3) | Strafschoppen                      |                  |                                       | Otkrytieje Arena, Moskou Toeschouwers: 44.190 Scheidsrechter: Mark Geiger |
| 3 juli 2018 «onderlinge duels» 21:00 (UTC+3) | Falcao Cuadrado Muriel Uribe Bacca | 3 – 4            | Kane Rashford Henderson Trippier Dier | Otkrytieje Arena, Moskou Toeschouwers: 44.190 Scheidsrechter: Mark Geiger |

### Kwartfinales

#### Rusland - Kroatië
|                                              |                                                  |                  |                                      |                                                                                   |
| 7 juli 2018 «onderlinge duels» 21:00 (UTC+3) | Rusland                                          | 2 – 2 (n.v.)     | Kroatië                              | Olympisch Stadion Fisjt, Sotsji Toeschouwers: 44.287 Scheidsrechter: Sandro Ricci |
| 7 juli 2018 «onderlinge duels» 21:00 (UTC+3) | Tsjerysjev 31' Fernandes 115'                    | wedstrijdverslag | 39' Kramarić 101' Vida               | Olympisch Stadion Fisjt, Sotsji Toeschouwers: 44.287 Scheidsrechter: Sandro Ricci |
| 7 juli 2018 «onderlinge duels» 21:00 (UTC+3) | Strafschoppen                                    |                  |                                      | Olympisch Stadion Fisjt, Sotsji Toeschouwers: 44.287 Scheidsrechter: Sandro Ricci |
| 7 juli 2018 «onderlinge duels» 21:00 (UTC+3) | Smolov Dzagojev Fernandes Ignasjevitsj Koezjajev | 3 – 4            | Brozović Kovačić Modrić Vida Rakitić | Olympisch Stadion Fisjt, Sotsji Toeschouwers: 44.287 Scheidsrechter: Sandro Ricci |

## WK voetbal 2022, Qatar

### Achtste finales

#### Japan - Kroatië
|                                                                |                                 |                         |                                |                                                                                         |
| 5 december 2022 «onderlinge duels» 18:00 (UTC+3) 16:00 (UTC+1) | Japan Maeda 43'                 | 1 – 1 (n.v.) 1 – 3 pen. | Kroatië 55' Perišić            | Stadion: Al Janoubstadion, Al Wakrah Toeschouwers: 42.523 Scheidsrechter: Ismail Elfath |
| 5 december 2022 «onderlinge duels» 18:00 (UTC+3) 16:00 (UTC+1) | wedstrijdverslag verslag (FIFA) |                         |                                | Stadion: Al Janoubstadion, Al Wakrah Toeschouwers: 42.523 Scheidsrechter: Ismail Elfath |
| 5 december 2022 «onderlinge duels» 18:00 (UTC+3) 16:00 (UTC+1) | Strafschoppen                   |                         |                                | Stadion: Al Janoubstadion, Al Wakrah Toeschouwers: 42.523 Scheidsrechter: Ismail Elfath |
| 5 december 2022 «onderlinge duels» 18:00 (UTC+3) 16:00 (UTC+1) | Minamino Mitoma Asano Yoshida   |                         | Vlašić Brozović Livaja Pašalić | Stadion: Al Janoubstadion, Al Wakrah Toeschouwers: 42.523 Scheidsrechter: Ismail Elfath |
|                                                                |                                 |                         |                                |                                                                                         |

#### Marokko - Spanje
|                                                                |                                 |                         |                        |                                                                                                   |
| 6 december 2022 «onderlinge duels» 18:00 (UTC+3) 16:00 (UTC+1) | Marokko                         | 0 – 0 (n.v.) 3 – 0 pen. | Spanje                 | Stadion: Education Citystadion, Ar Rayyan Toeschouwers: 44.667 Scheidsrechter: Fernando Rapallini |
| 6 december 2022 «onderlinge duels» 18:00 (UTC+3) 16:00 (UTC+1) | wedstrijdverslag verslag (FIFA) |                         |                        | Stadion: Education Citystadion, Ar Rayyan Toeschouwers: 44.667 Scheidsrechter: Fernando Rapallini |
| 6 december 2022 «onderlinge duels» 18:00 (UTC+3) 16:00 (UTC+1) | Strafschoppen                   |                         |                        | Stadion: Education Citystadion, Ar Rayyan Toeschouwers: 44.667 Scheidsrechter: Fernando Rapallini |
| 6 december 2022 «onderlinge duels» 18:00 (UTC+3) 16:00 (UTC+1) | Sabiri Ziyech Benoun Hakimi     |                         | Sarabia Soler Busquets | Stadion: Education Citystadion, Ar Rayyan Toeschouwers: 44.667 Scheidsrechter: Fernando Rapallini |
|                                                                |                                 |                         |                        |                                                                                                   |

### Kwartfinales

#### Kroatië - Brazilië
|                                                                |                                 |                         |                                   |                                                                                               |
| 9 december 2022 «onderlinge duels» 18:00 (UTC+3) 16:00 (UTC+1) | Kroatië Petković 117'           | 1 – 1 (n.v.) 4 – 2 pen. | Brazilië 105+1' Neymar            | Stadion: Education Citystadion, Ar Rayyan Toeschouwers: 43.893 Scheidsrechter: Michael Oliver |
| 9 december 2022 «onderlinge duels» 18:00 (UTC+3) 16:00 (UTC+1) | wedstrijdverslag verslag (FIFA) |                         |                                   | Stadion: Education Citystadion, Ar Rayyan Toeschouwers: 43.893 Scheidsrechter: Michael Oliver |
| 9 december 2022 «onderlinge duels» 18:00 (UTC+3) 16:00 (UTC+1) | Strafschoppen                   |                         |                                   | Stadion: Education Citystadion, Ar Rayyan Toeschouwers: 43.893 Scheidsrechter: Michael Oliver |
| 9 december 2022 «onderlinge duels» 18:00 (UTC+3) 16:00 (UTC+1) | Vlašić Majer Modrić Oršić       |                         | Rodrygo Casemiro Pedro Marquinhos | Stadion: Education Citystadion, Ar Rayyan Toeschouwers: 43.893 Scheidsrechter: Michael Oliver |
|                                                                |                                 |                         |                                   |                                                                                               |

#### Nederland - Argentinië
|                                                                |                                                    |                         |                                             |                                                                                         |
| 9 december 2022 «onderlinge duels» 22:00 (UTC+3) 20:00 (UTC+1) | Nederland Weghorst 83', 90+11' Dumfries 121', 121' | 2 – 2 (n.v.) 3 – 4 pen. | Argentinië 7' Molina 73' (pen.) Messi       | Stadion: Lusailstadion, Lusail Toeschouwers: 88.966 Scheidsrechter: Antonio Mateu Lahoz |
| 9 december 2022 «onderlinge duels» 22:00 (UTC+3) 20:00 (UTC+1) | wedstrijdverslag verslag (FIFA)                    |                         |                                             | Stadion: Lusailstadion, Lusail Toeschouwers: 88.966 Scheidsrechter: Antonio Mateu Lahoz |
| 9 december 2022 «onderlinge duels» 22:00 (UTC+3) 20:00 (UTC+1) | Strafschoppen                                      |                         |                                             | Stadion: Lusailstadion, Lusail Toeschouwers: 88.966 Scheidsrechter: Antonio Mateu Lahoz |
| 9 december 2022 «onderlinge duels» 22:00 (UTC+3) 20:00 (UTC+1) | Van Dijk Berghuis Koopmeiners Weghorst L. de Jong  |                         | Messi Paredes Montiel Fernández L. Martinez | Stadion: Lusailstadion, Lusail Toeschouwers: 88.966 Scheidsrechter: Antonio Mateu Lahoz |
|                                                                |                                                    |                         |                                             |                                                                                         |

### Finale

#### Argentinië - Frankrijk
|                                                                 |                                     |                         |                                     |                                                                                      |
| 18 december 2022 «onderlinge duels» 18:00 (UTC+3) 16:00 (UTC+1) | Argentinië                          | 3 – 3 (n.v.) 4 – 2 pen. | Frankrijk                           | Stadion: Lusailstadion, Lusail Toeschouwers: 88.966 Scheidsrechter: Szymon Marciniak |
| 18 december 2022 «onderlinge duels» 18:00 (UTC+3) 16:00 (UTC+1) | Messi 23' (pen.), 108' Di María 36' | verslag (FIFA)          | 80' (pen.), 81', 118' (pen.) Mbappé | Stadion: Lusailstadion, Lusail Toeschouwers: 88.966 Scheidsrechter: Szymon Marciniak |
| 18 december 2022 «onderlinge duels» 18:00 (UTC+3) 16:00 (UTC+1) | Strafschoppen                       |                         |                                     | Stadion: Lusailstadion, Lusail Toeschouwers: 88.966 Scheidsrechter: Szymon Marciniak |
| 18 december 2022 «onderlinge duels» 18:00 (UTC+3) 16:00 (UTC+1) | Messi Dybala Paredes Montiel        |                         | Mbappé Coman Tchouaméni Kolo Muani  | Stadion: Lusailstadion, Lusail Toeschouwers: 88.966 Scheidsrechter: Szymon Marciniak |
|                                                                 |                                     |                         |                                     |                                                                                      |